# Coro
Coro, właśc. Santa Ana de Coro (niem. Neu-Augsburg) – miasto w północno-zachodniej Wenezueli, u nasady półwyspu Paraguaná, stolica stanu Falcón.
Miasto zostało założone 26 lipca 1527 roku przez Hiszpana Juana de Ampíes. Była siedzibą pierwszego biskupstwa oraz najstarszym i najważniejszym miastem w zachodniej Wenezueli.
W 1993 roku miasto Coro wraz z portem zostały wpisane na listę światowego dziedzictwa UNESCO. Znajduje się tu również port lotniczy.

## Miasta partnerskie
- La Plata, Argentyna
- Mérida, Wenezuela
- Granada, Nikaragua
- Torreón, Meksyk
- Minas, Urugwaj
- St. John’s, Kanada